# Église Saint-Rémy de Dampremy
L'église Saint-Rémy est un édifice religieux catholique situé à Dampremy, section de la ville belge de Charleroi, dans la province de Hainaut.

## Histoire

### La première église

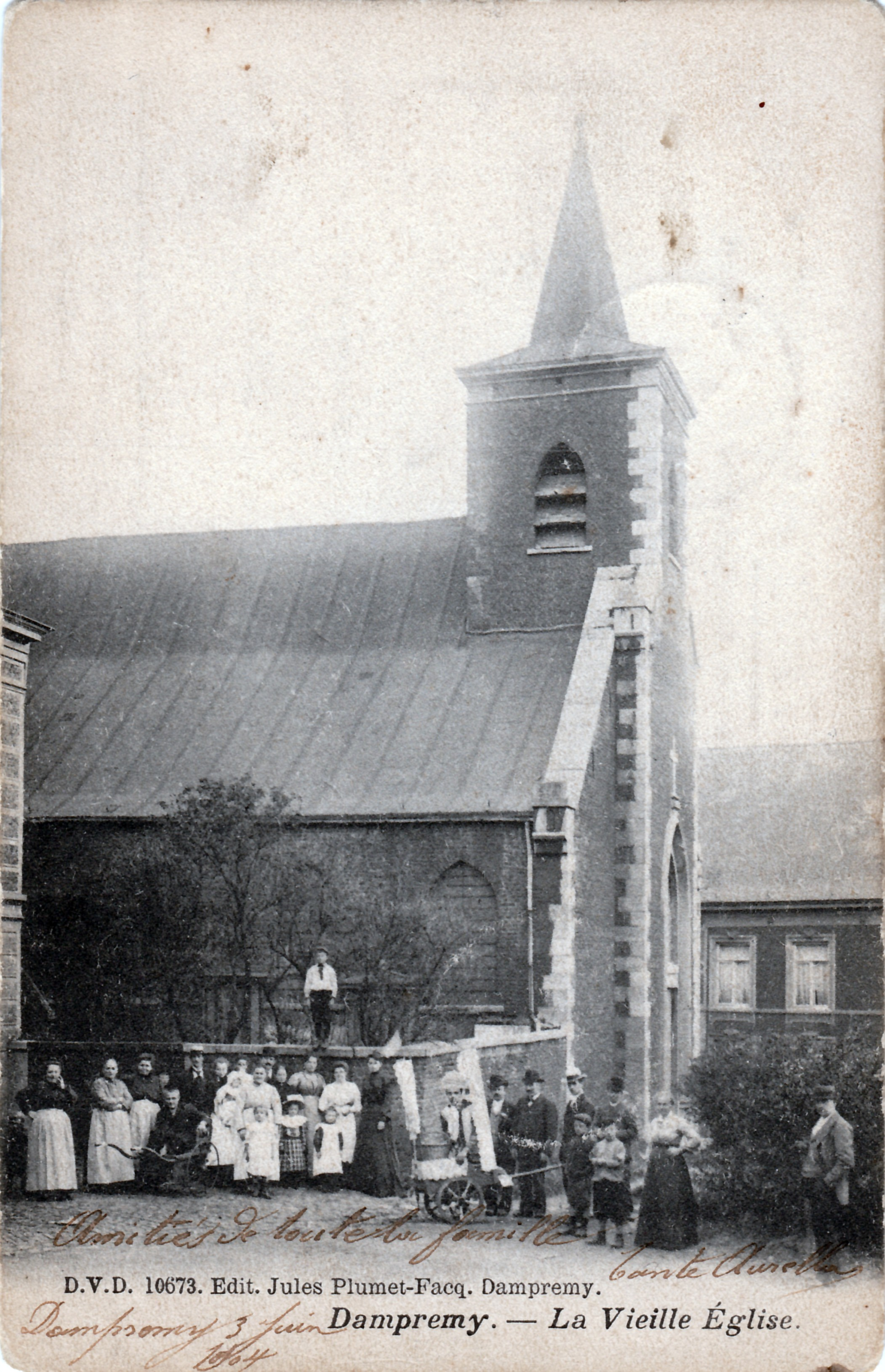
La première église donc le chœur est actuellement la chapelle Saint-Ghislain.

Vers 1600, Dampremy devait être un village relativement important dans la région ; une église de style gothique y est érigée. Cette église fut en partie détruite pour une raison inconnue, et une nouvelle église en briques est alors reconstruite, en conservant toutefois le chœur de l'église précédente. Une autre église est alors érigée un peu plus au nord, l'ancienne devenant trop petite pour accueillir les habitants de Dampremy, dont le nombre avait considérablement augmenté avec l'industrialisation. En 1874, le Conseil de Fabrique avait envisagé la démolition de la vieille église en en conservant le chœur. Edmond Dumont, évêque de Tournai, apparenté à la famille Dumont et Crawhez, de Dampremy, s'était offert à l'acheter de ses deniers, ainsi que le cimetière contigu, pour la somme de 8 500 francs dans le but de servir de sépulture à la famille Dumont de Crawhez, mais cette transaction ne fut pas réalisée. Cette église fut démolie en 1915 par l'entrepreneur Henri Manderlier.

### La deuxième église
La nouvelle église fut bâtie sur le plateau, à la cote 115 mètres et forme le fond de la place communale. Les plans furent établis par l'architecte Justin Bruyenne, de Tournai,. La première pierre fut posée le 8 mai 1870 par le vicaire général Ponceau, de la cathédrale de Tournai, remplaçant l'évêque, absent. L'église était de style néo-roman, qui possédait un clocher octogonale avec quatre clochetons. En décembre 1873, à l'occasion de la fête de la Sainte-Barbe, la Société des Charbonnages de Sacré-Madame fit cadeau des orgues. En 1929, on acheva la décoration intérieure ; les vitraux du chœur furent exécutés par les peintres-verriers Massy et Lechanteur, de Tournay.

#### Mouvement miniers

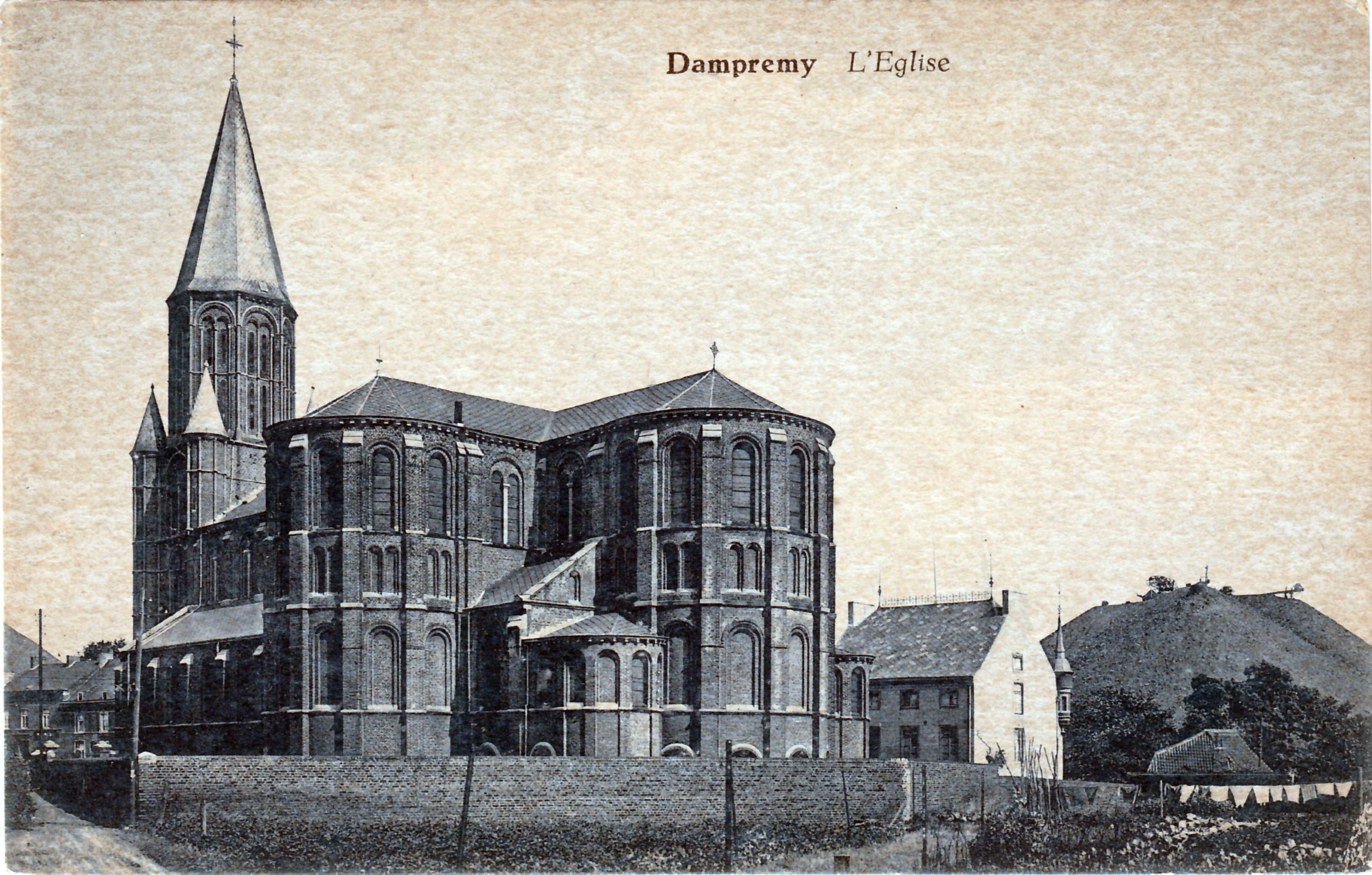
L'église de 1873.

Deux ans après sa construction, on constate déjà des fissures et le Conseil de Fabrique, en sa réunion du premier juillet 1882, signale des lézardes dans la crypte. En sa réunion du 16 octobre 1887, on constate de nouveaux dégâts et on annonce déjà « qu'il pourrait devenir nécessaire de démolir et reconstruire l'église en entier !!! ».
Par suite des mouvements miniers, de grosses fissures apparurent dans la maçonnerie du chœur et du transept, et rendirent dangereux l'exercice du culte ; en 1890, par mesure de sécurité, on dut abandonner l'édifice et réintégrer la vieille église. Charles Procès, architecte à Dampremy, se chargea des réparations et, en 1916, l'édifice fut rendu au culte.
Dans le chœur et les transepts il y a fallu mettre des armatures métalliques pour consolider l'édifice. En 1953 une cloison fut installée dans la nef pour séparer la partie dangereuse. Toujours en 1953 un bloc de plâtre se détache de la voûte de l'église.

#### Démolition
La démolition de l'église a débuté en juin 1981.

### La troisième église
En 1969, les fabriciens parlent immédiatement du choix du terrain pour la construction de la nouvelle église. Le terrain a été choisi par le charbonnage sur le terrain dit Sainte-Barbe. La commission se prononça pour une église fonctionnelle et polyvalente. Un centre où le culte serait certes, l'activité principale, mais où l'accueil à tous serait prépondérant, et qui comporterait des services divers pour toute la population, mais aussi pour les pauvres et les plus rejetés de la société. Ce sont les architectes Michel Rons et Jacques Gailly qui se chargent des plans. Le 11 juin 1978, on bénit, dans l'ancienne église, la première pierre du nouvel édifice. Cette première pierre fut tirée de la grande table en marbre blanc de l'ancienne église.

## Architecture
De style cubique ou style moderniste, une église qui ne voulue plus dominer.

### Campanile
Le campanile est situé à droite de l'entrée, il possède trois cloches.

## Mobiliers liturgiques
- Les autels, il est prévu que deux autels, l'un dans la grande salle d'assemblée, l'autre dans la Chapelle du Saint-Sacrement. Ils sont construits en chêne massif et construit avec les bancs de communion de l'ancienne église.
- Tabernacle, de l'ancienne église sera celle de la chapelle du Saint-Sacrement.
- Le chemin de croix qui provient de l'ancienne église.
- L'orgue, lui, provient de l'ancienne église de 1873.

## Cloches

### La petite cloche
Elle date de 1898. Cette petite cloche était, semble-t-il, quand même utilisée pendant la période allant de 1861 à 1898 comme en témoigne la réglementation des sonneries faite par le Conseil de Fabrique en 1888 qui signale l'utilisation de la petite cloche. Cette petite cloche est la seule que les Allemands n'ont pas détruite ni enlevée en 1944.

### La moyenne cloche
La moyenne cloche fut bénie le 6 juillet 1873.

### La grosse cloche
Elle date de 1861. Elle était d'abord dans la première église (actuellement chapelle Saint-Ghislain) de 1861 à 1873. Elle fut enlevée par les Allemands et cassée sur place avec la moyenne cloche. Elle sera fondue en 1949.

Vues de l'église de 1979.
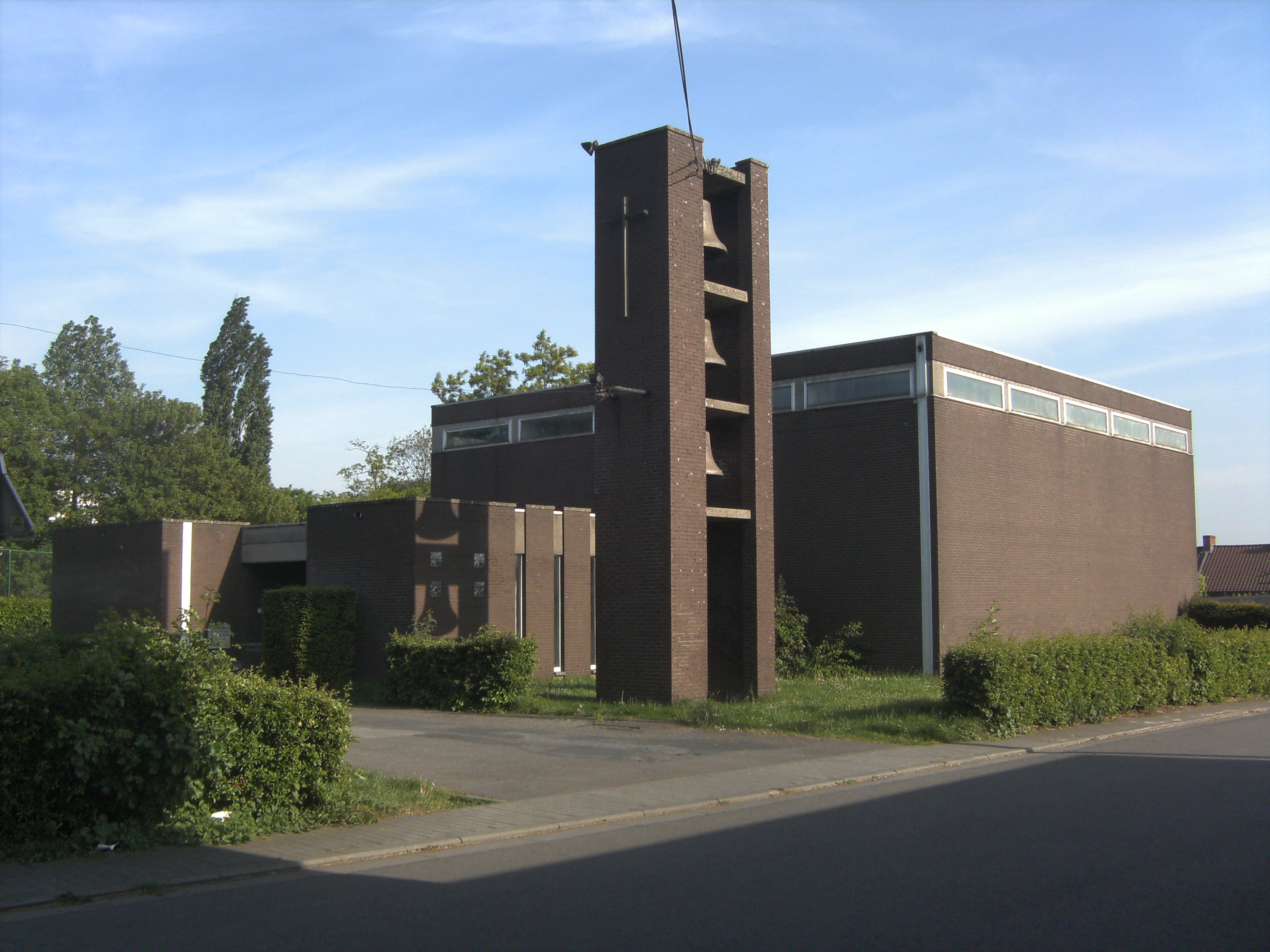
Vue d'ensemble.
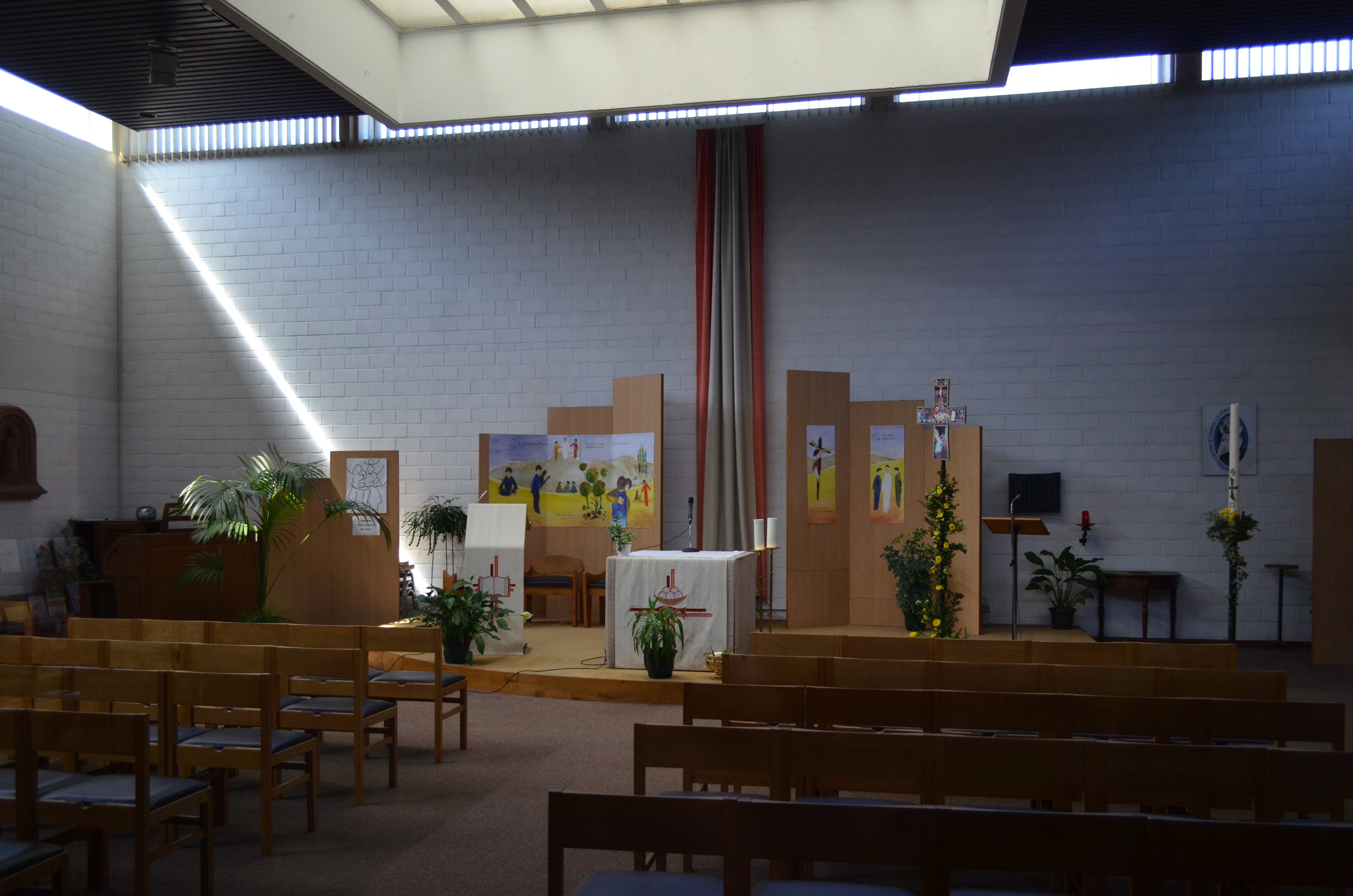
Vue intérieure.
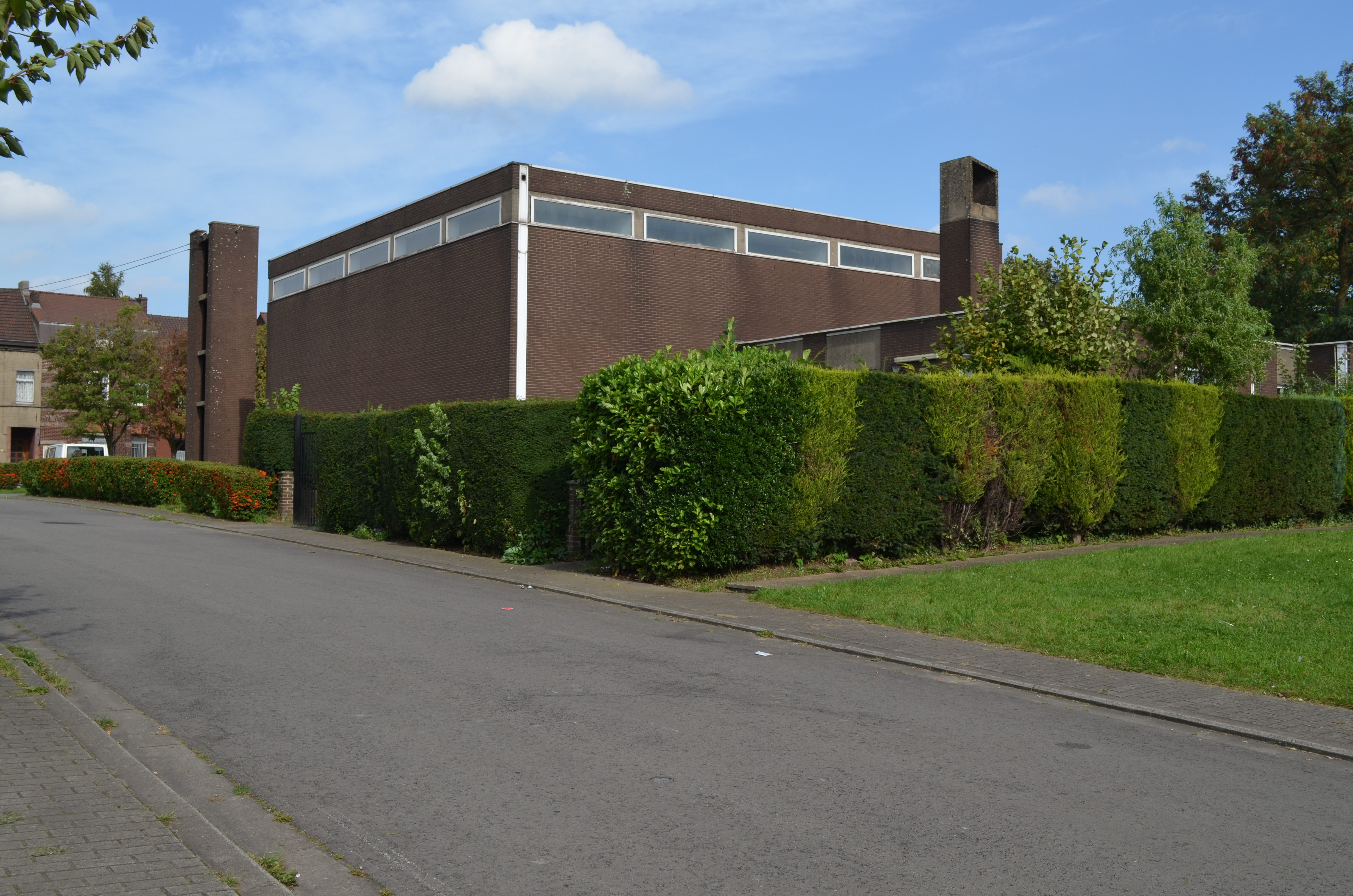
Vue de l'arrière de la cure.